# Rialto (Kalifornija)
Rialto je grad u američkoj saveznoj državi Kalifornija. Prema popisu stanovništva iz 2010. u njemu je živjelo 99.171 stanovnika.